# Chironomus tamapullus
Chironomus tamapullus är en tvåvingeart som först beskrevs av Sasa 1981.  Chironomus tamapullus ingår i släktet Chironomus och familjen fjädermyggor. Inga underarter finns listade i Catalogue of Life.